# پاول ماهرر
پاول ماهرر (چکی: Pavel Mahrer; ۲۳ مهٔ ۱۹۰۰ – ۱۸ دسامبر ۱۹۸۵) بازیکن فوتبال اهل چکسلواکی بود.
وی همچنین در تیم ملی فوتبال چکسلواکی بازی کرده‌است.